# Río Des Moines

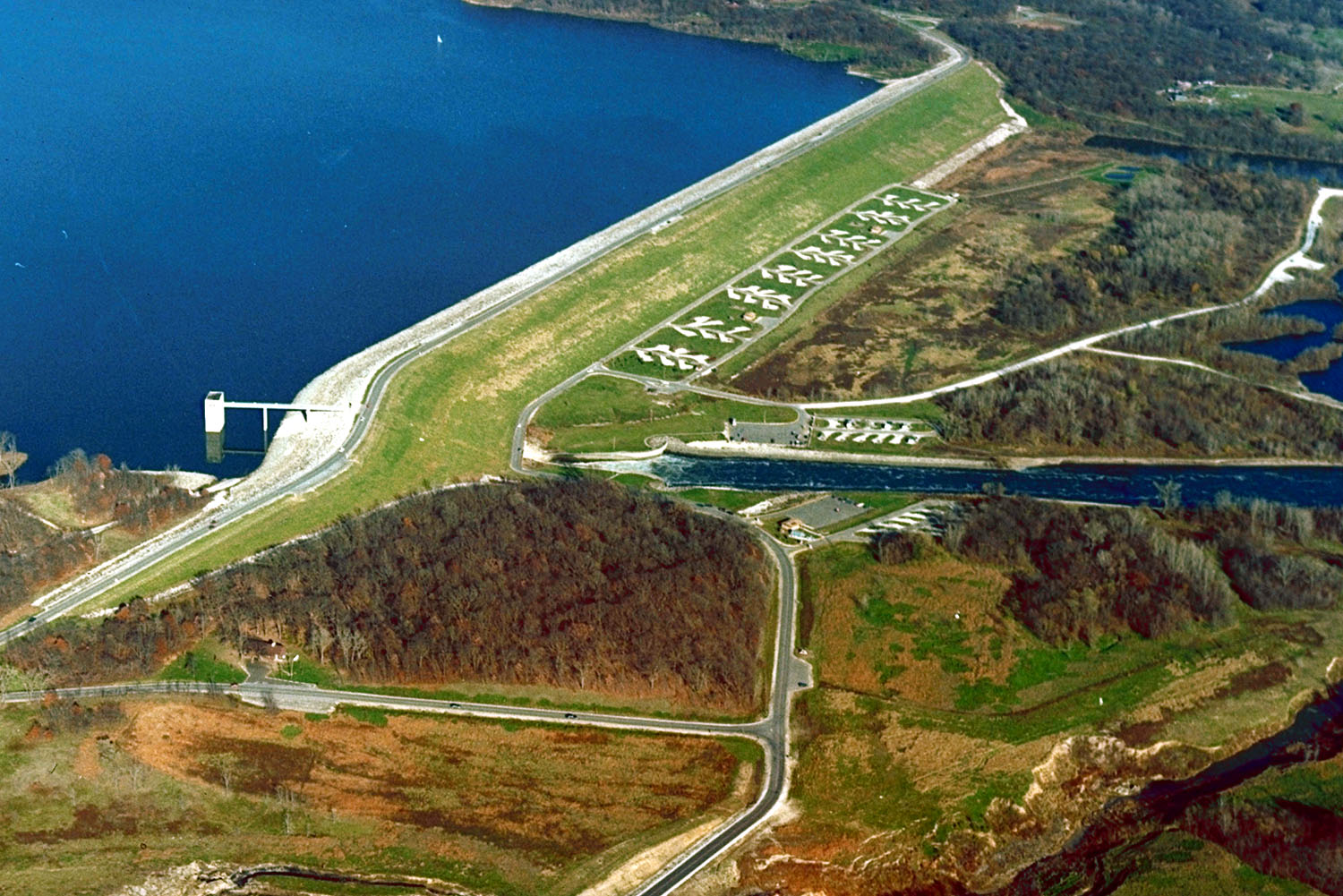
Presa Saylorville, en el embalse de Saylorville, en el condado de Polk.

El río Des Moines (del inglés: Des Moines River) es un largo río del medio Oeste de los Estados Unidos que fluye en dirección sureste a través de los estados de Minnesota, Iowa y Misuri —forma un corto tramo de frontera entre estos últimos dos estados— hasta desaguar en el río Misisipi por su derecha. Tiene una longitud de 845 km y drena una cuenca de 38 340 km². Atraviesa la capital del estado de Iowa, Des Moines.

## Geografía
El río Des Moines nace en la confluencia de dos ríos, el West Fork  y el East Fork (el ramal o bifurcación Este y el ramal Oeste). El West Fork (la rama principal) nace en el lago Shetek, en el condado de Murray, en el suroeste del estado de Minnesota. Fluye en dirección sursureste atravesando el condado de Emmet, y pasando frente a Estherville (6360 hab. en 2010) El Est Fork, a su vez, nace en el lago Okamanpeedan, en el norte del condado de Emmet, en la frontera entre Iowa y Minnesota, y fluye hacia el Sur, a través de Algona (5560 hab.). 
Los dos ramales se unen al sur del condado de Humboldt, aproximadamente a unos 8 km al sur de Humboldt (4690 hab.), en el Parque Estatal Frank Gotch. El río Des Moines discurre en dirección sur, pasando cerca de Fort Dodge (25 206 hab.). Al sur de Boone (12 661 hab.), el río pasa por el Parque Estatal de Ledges (Ledges State Park). Sigue el río llegando a la ciudad de Des Moines (203 433 hab.), la más importante de todo su curso, para girar al Sureste, y pasar frente a Ottumwa (25 023 hab.). Constituye durante un tramo, de aproximadamente 32 km, la frontera entre los estados de Iowa y Misuri, antes de incorporarse al río Misisipi al noroeste de Keokuk (10 780 hab.). 
El río está represado en dos puntos: aguas arriba de la ciudad de Des Moines, en el embalse de Saylorville (24 km²); y a mitad de curso, entre Saylorville y Ottumwa, cerca de Pella, en el embalse de Red Rock. 

### Afluentes
Sus principales afluentes son el río Boone, de 166 km de longitud, al que recibe por la izquierda, desde el noreste, a unos 30 km al suroeste de Fort Dodge; el río Raccoon (río Mapache), de 322 km, al que recibe por la derecha, al oeste de la capital Des Moines. Otros afluentes son los ríos South, Middle (169 km) y North (115 km) y los arroyos Competine, White Breast, Beaver y Lizard.

## Historia
El origen del nombre del río es incierto. Los primeros exploradores franceses le dieron el nombre de «La Rivière des Moines», que literalmente significa «río de los Monjes», un nombre que puede referirse a los primeros monjes trapenses que vivían en cuevas y construyeron algunas chozas cerca de la desembocadura del río. Otras versiones dicen que puede haber sido una deformación de «río de los moingona», por la palabra nativa «moingona» (que significa «túmulos»), en referencia a los túmulos funerarios que se encontraban cerca de la orilla del río. Otros, sin embargo, conectan Des Moines con «De Moyen» (en francés, «en medio»), dada la localización del río entre el río Misisipi y el río Misuri.
Los Estados Unidos obtuvieron Iowa como parte de la Compra de la Luisiana en 1803. Las tribus indias patowatamie, otoe y misuri vendieron su territorio al gobierno federal antes de 1830 y en junio de 1833 comenzó la colonización oficial de Iowa.
En 1841 el gobierno estadounidense encomendó al entonces teniente segundo John C. Frémont dirigir una expedición por el río Des Moines, de la que regresó en octubre, tras cartografiar y reconocer la mayoría de los ríos de la región. En mayo de 1843, el capitán James Allen construyó un fuerte en la confluencia de los ríos Des Moines y Racoon, que crecería hasta convertirse en la actual Des Moines. Allen quiso llamarlo fuerte Racoon, pero el Departamento Americano para la Guerra le obligó a llamarlo Fuerte Des Moines. Los colonos se instalaron cerca del fuerte y el 25 de mayo de 1846, el fuerte Des Moines se convirtió en la sede del condado de Polk. 
El gobierno federal aceptó Iowa como estado de la Unión el 28 de diciembre de 1846. El 22 de septiembre de 1851 Des Moines fue incorporada como ciudad y su carta magna fue aprobada el 18 de octubre. En 1857, el nombre «Fuerte Des Moines» fue acortado a «Des Moines» y se convirtió en la capital de Iowa, en detrimento de la antigua capital, Iowa City.
A mediados de siglo XIX, el río fue el principal medio de transporte comercial a través de Iowa, hasta la construcción de los ferrocarriles en la década de 1860.

## Inundaciones

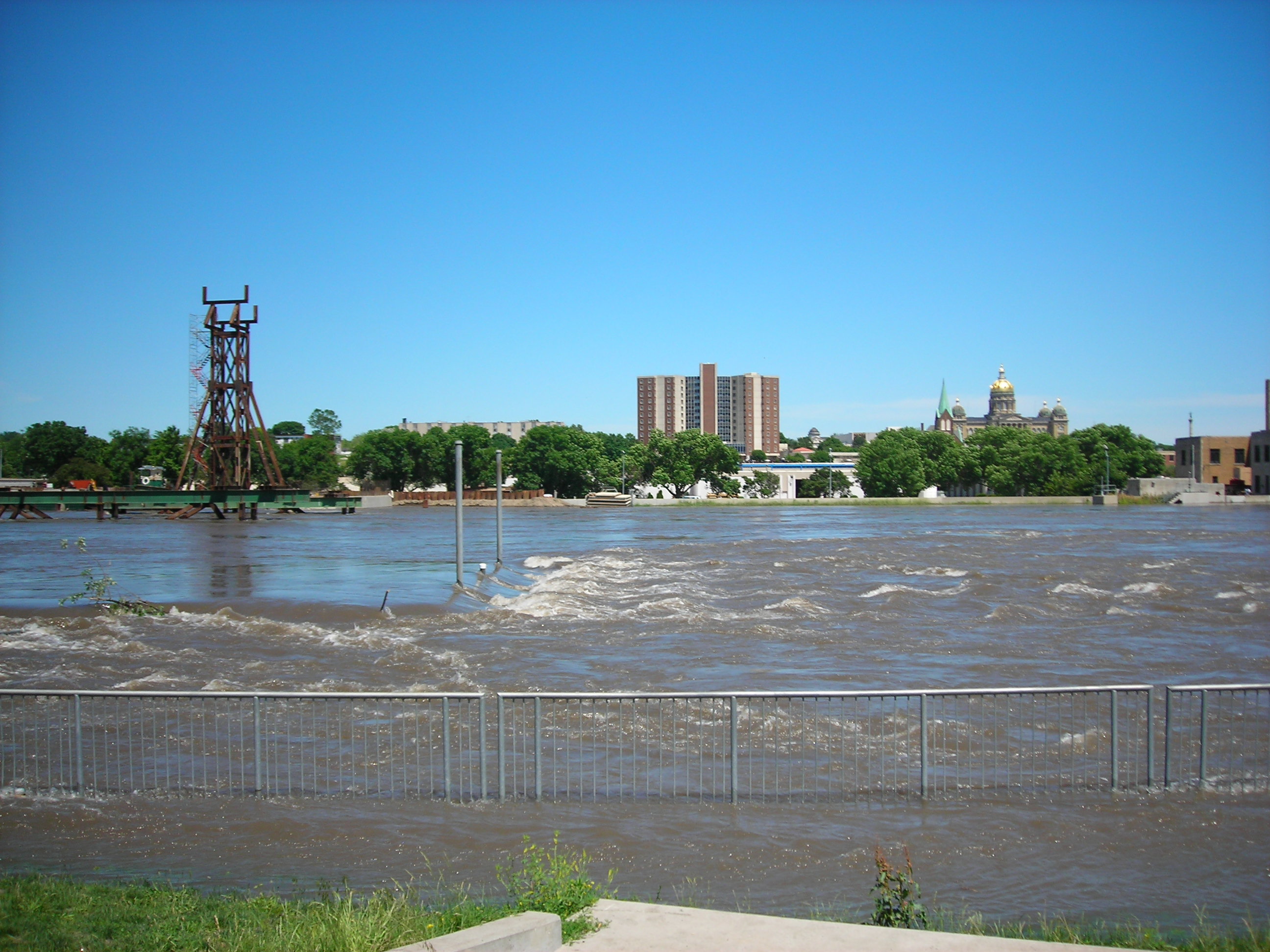
El río Des Moines el 13 de junio de 2008. El río aumentó a un ritmo tan alarmante que los funcionarios de Des Moines aconsejaron una evacuación voluntaria.

El río tiene un largo historial de inundaciones. Por ejemplo, en mayo de 1944, el Parque Riverview que había abierto para la temporada el 19 de mayo de 1944. En torno al amanecer del 23 de mayo, el dique comenzó a derrumbarse, ya que el río estaba demasiado crecido como para poder ser retenido. Rápidamente la brecha en el dique creció hasta unos 30 m de ancho, y las aguas del río anegaron rápidamente todo el parque y sus alrededores.
La del río Misisipi, que afecto también a este río y su afluente el Mapache en el verano de 1993, obligó a la evacuación de gran parte de la ciudad de Des Moines y las comunidades cercanas. El 13 de junio de 2008 los funcionarios de Des Moines también emitieron una orden de evacuación voluntaria para gran parte del centro de la ciudad y otras zonas que bordean el río Des Moines. El río había alcanzado el nivel de inundaciones en muchos lugares.

## Otros nombres
Según el Sistema de Información de Nombres Geográficos (Geographic Names Information System), el río Des Moines también se ha conocido como
La Riviere des Moins y con el nombre de río Le Moine, Monk, Nadouessioux, Outontantes,  Demoin, río de los Maskoutens y río de los Peouareas.

### Ciudades y localidades
A lo largo del río, se encuentran las siguientes localidades y ciudades:
- Algona (IA) (East Fork)
- Armstrong (IA) (East Fork)
- Bonaparte (IA)
- Bradgate (IA) (West Fork)
- Chillicothe (IA)
- Currie (MN)
- Dakota City (IA) (East Fork)
- [Des Moines (IA)
- Douds (IA)
- Eddyville (IA)
- Eldon (IA)
- Estherville (IA) (West Fork)
- Farmington (IA)
- Fort Dodge (IA)
- Fraser (IA)
- Graettinger (IA) (West Fork)
- Humboldt (IA) (West Fork)
- Irvington (East Fork)
- Jackson (MN)
- Johnston (IA)
- Keosauqua (IA)
- Lehigh (IA)
- Leando (IA)
- Livermore (IA) (East Fork)
- Ottumwa (IA)
- Petersburg (MN) (West Fork)
- Rutland (IA) (West Fork)
- St. Joseph (IA) (East Fork)
- Windom (MN)

```
s
```